# Adrian Holmes
Adrian Holmes (* 31. März 1974 in Wales, Vereinigtes Königreich) ist ein kanadischer Schauspieler; seine Eltern stammen aus Barbados. Für seine Rolle in der kanadischen Krimiserie 19-2 gewann er 2017 den kanadischen Fernsehpreis als bester Schauspieler. International bekannt ist er außerdem durch feste Nebenrollen in Serien wie Continuum, Smallville und Arrow.

## Frühes Leben
Holmes wurde in Wrexham, Nordwales geboren, wohin seine Familie aus Barbados ausgewandert war. Sie emigrierte nach Vancouver, British Columbia, als Holmes fünf Jahre alt war. Adrian Holmes wollte Schauspieler werden, seit er ein Kind war. Er studierte jedoch zunächst Krankenpflege an der Universität Langara, auch um seine Mutter zu beruhigen, da sie das Gefühl hatte, er bräuchte einen Ersatzplan, sollte seine Karriere als Schauspieler scheitern.

## Karriere
Holmes wurde insbesondere durch seine Fernsehrollen international bekannt, z. B. als Basqat in Smallville, als Marcus Mitchell in True Justice, als Agent Warren in Continuum und als Frank Pike in Arrow. Seine bekannteste Rolle ist die des Streifenpolizisten Nick Barron an der Seite von Jared Keeso in der englischsprachigen Version der Cop-Serie 19-2, die ihm 2017 den kanadischen Fernsehpreis als bester Schauspieler einbrachte. Er war aber auch an Fernsehfilmen wie Supervulkan (2005) beteiligt. Zu seinen Filmengagements gehören Red Riding Hood – Unter dem Wolfsmond (2011), Elysium (2013), The Cabin in the Woods (2012) und Skyscraper.

## Filmografie (Auswahl)

### Filme
- 1993: The Only Way Out (Fernsehfilm)
- 1999: The Order – Kameradschaft des Terrors (Fernsehfilm)
- 2002: Das andere Leben meiner Tochter (The Secret Life of Zoey, Fernsehfilm)
- 2003: Sniper – Der Heckenschütze von Washington (Fernsehfilm)
- 2004: Meltdown (Fernsehfilm)
- 2005: Supervulkan (Fernsehfilm)
- 2006: Der Beweis
- 2006: Der harte Körper
- 2006: Like Mike 2: Streetball (Video)
- 2006: Black Lagoon
- 2008: Donald Strachey: Ice Blues (Ice Blues, Fernsehfilm)
- 2009: Damage
- 2010: Hunt to Kill
- 2010: Frankie & Alice
- 2010: Paradox – Die Parallelwelt
- 2011: Red Riding Hood – Unter dem Wolfsmond
- 2011: The Cabin in the Woods
- 2012: Battlestar Galactica: Blood & Chrome (Fernsehfilm)
- 2013: Cult
- 2013: Elysium
- 2014: Depura
- 2015: A Christmas Horror Story
- 2016: The Epitaph
- 2018: Skyscraper
- 2019: You Light Up My Christmas (Fernsehfilm)
- 2019: Mutant Outcasts (Enhanced)

### Serien
- 1991: Neon Rider (Folge 2x09)
- 1992–1993: Highlander (2 Folgen)
- 1994: M.A.N.T.I.S. (Folge 1x09)
- 1996, 2000: Outer Limits – Die unbekannte Dimension (2 Folgen)
- 1999: Night Man (Folge 2x15)
- 2002: X-Factor: Das Unfassbare (Folge 4x04 Verfahren (The Wrong Turn))
- 2002, 2006: Stargate SG-1 (2 Folgen)
- 2005–2006: Godiva’s (5 Folgen)
- 2005–2010: Smallville (7 Folgen)
- 2010: Shattered (Folge 1x04)
- 2011–2012: True Justice (12 Folgen)
- 2012–2013: Primeval: New World (3 Folgen)
- 2013: Motive (Folge 1x11)
- 2013, 2014: Continuum (10 Folgen)
- 2014–2017: 19-2 (38 Folgen)
- 2016: Rogue (3 Folgen)
- 2017: Mary Kills People (1 Folge)
- 2012–2018: Arrow (15 Folgen)
- 2019: Hospital Show (2 Folgen)
- 2019: V-Wars (10 Folgen)
- seit 2022: Bel-Air
- seit 2022: Star Trek: Strange New Worlds

## Auszeichnungen
- 2014: Leo – Awards (Nominierung)
- 2016: Canadian Screen Awards (Nominierung)
- 2017: Leo Awards (Nominierung); Canadian Screen Awards (Auszeichnung)